# Genieridium cryptops
Genieridium cryptops är en skalbaggsart som beskrevs av Gilbert John Arrow 1913. Genieridium cryptops ingår i släktet Genieridium och familjen bladhorningar. Inga underarter finns listade i Catalogue of Life.